# Timur Khan
Timur Khan ibn Timur Kutlug, noto semplicemente come Timur Khan (in tartaro Тимер хан; ... – 1412), è stato un condottiero mongolo, Khan dell'Orda d'Oro dal 1410 al 1411, durante gli anni di declino del regno.

## Biografia
Lontano discendente di Gengis Khan, era figlio di Timur Kutlug, Khan dell'Orda d'Oro dal 1397 al 1399. Prediletto del condottiero ed emiro Edigu, da diverso tempo legato alla sua famiglia, salì al trono del khanato dopo la morte del cugino Pulad. Prese come sposa una figlia di Edigu, dalla quale ebbe un figlio, Küchük Muhammad.
Insoddisfatto della continua pressione di Edigu, che deteneva de facto il potere assoluto, riuscì a fermentare lo scontento delle classi nobili del regno e a scatenare una rivolta contro il suo alleato: ciò è riportato in diverse fonti, tra cui la cronaca di Nikon. Furono anni tumultuosi per l'Orda d'Oro, tra continue faide interne e la minaccia di un'invasione da parte delle truppe del figlio di Toktamish, Gialal al-Din. L'assalto si concretizzò nel 1411, mentre l'impotente Edigu, colto alla sprovvista e incapace di opporsi a Timur, cercò riparo in Corasmia. Il giovane khan raggiunse il vecchio maestro e riuscì facilmente a sconfiggere le sue truppe, ma Edigu riuscì nuovamente a fuggire per poi essere nuovamente assediato dagli uomini di Timur. La caccia ad Edigu portò Timur ad ignorare l'avanzata di Gialal (sostenuta dalla Lituania), che nel frattempo assunse il potere nell'Orda grazie alla sua assenza. Timur fu assassinato nel 1412 dal suo comandante Gazan, che in seguito prestò i propri servigi a Gialal.
Suo figlio Küchük Muhammad avrebbe poi regnato come khan dell'Orda d'oro dal 1435 al 1459.